# Mikýřova hysteorie českých dějin
Mikýřova hysteorie českých dějin je český televizní pořad, který se zabývá českými dějinami. Začal se vysílat v květnu 2024 na Prima Cool a jeho moderátorem se stal internetový bavič Martin Mikyska, přezdívaný Mikýř.
Pořad se zabývá českými dějinami od nejstarších dob, řeší se v něm například praotec Čech a jiné pověsti.